# 24105 Broughton
24105 Broughton este un asteroid din centura principală de asteroizi.

## Descriere
24105 Broughton este un asteroid din centura principală de asteroizi. A fost descoperit pe 9 noiembrie 1999 la Fountain Hills (Arizona) de Charles W. Juels. Asteroidul prezintă o orbită caracterizată de o semiaxă mare de 2,34 ua, o excentricitate de 0,04 și o înclinație de 7,4° în raport cu ecliptica.